# Nyíri Anna Veronika (Lőrincz Józsefné)
Nyíri Anna Veronika (Lőrincz Józsefné) (Budapest, 1938) okleveles építészmérnök.

## Szakmai tevékenysége
Az egyetem elvégzését követően tervezői tevékenységet folytatott neves tervezőintézetekben, mint a LAKÓTERV, a Tervezésfejlesztési és Típustervező Intézet (TTI), Győri Tervező Vállalat és a Városépítési Tudományos és Tervező Intézet (VÁTI) Műemléki Irodája. Jelentősebb megvalósult munkái közül említésre méltó lakóépületek tekintetében Győr belváros, Árpád úti lakóépület (Cserhalmi József Ybl díjas építésszel közösen); Budapest, Istenhegyi, Nógrádi úti, Tasnád utcai lakóházak; Eger, belvárosi lakóépület és gyógyszertár (műemléki környezetben). Továbbá oktatási épületként a győri Gépipari Technikum, ipari épületként a szintén győri Sörgyár és középületként a Mosonmagyaróvári Rendőrfőkapitányság. Műemléki tervezési tevékenységében kiemelkedő a Budavári lakónegyed rekonstrukció és a gödöllői Grassalkovich kastély rekonstrukciója - Dr. Máté Zsolt építész által vezetett team munkájában. 1993-ban nyugdíjba vonult.

## Jelentős alkotásai és társtervezései
Építészeti tervezés területén:
- Győr-belváros: Árpád úti lakóépület (Cserhalmi Józseffel);
- Budapest: Istenhegyi-, Nógrádi úti-, Tasnád utcai lakóházak;
- Eger: belvárosi lakóépület és gyógyszertár (műemléki környezetben).
- Győr: Gépipari Technikum,
- Győr: Sörgyár
- Mosonmagyaróvár: Rendőrfőkapitányság.
- Pécs: Autóbusz-pályaudvar

Műemléki tervezési tevékenységében:
- Budapest: a Budavári lakónegyed rekonstrukció
- Gödöllő: a Grassalkovich kastély rekonstrukciója (Máté Zsolttal)